# Boaco
Boaco é uma cidade e município da Nicarágua, situada no departamento de Boaco. Tem 1,087 km² de área e sua população em 2020 foi estimada em 62.362 habitantes.